# بدمستان
بَدمِستان نام روستایی کوچک از توابع بخش کوخرد شهرستان بستک و در غرب استان هرمزگان در جنوب ایران..

## محدوده بدمستان
ازطرف شمال رشته کوه ناخ، از طرف جنوب جوکار کوچکی و نخلستان روستا، از طرف مغرب کوه، و از طرف مشرق به روستای بربار منتهی می‌شود..

## جمعیت
جمعیت این روستا 25 نفر ( ۴ خانوار ) است، که از اهل سنت و از شاخه شافعی هستند یعنی از پیروان امام محمد ادریس شافعی می‌باشند و به زبان فارسی و به گویش محلی تکلم می‌کنند.
ودارای دبستان، یک باب مسجد
۳۰۰ اصله نخل و آب انبار برکه است.
بَدمِستان در یک کیلومتری غرب روستای دیگری به نام بربار قرار دارد.

## پیشه
پیشه مردم این روستا دامداری است، همچنین از کوهای اطراف روستای خود گیاهان داروئی جمع‌آوری می‌کنند و در دهات نزدیک خود می‌فروشند و از این راه امرار معاش می‌کنند..

## فهرست منابع و مآخذ
- محمدیان، کوخردی، محمد ، “ «به یاد کوخرد» “، ج۱. چاپ اول، دبی: سال انتشار ۲۰۰۳ میلادی.
- نگاره‌ها از: محمد محمدیان.
- سلامی، بستکی، احمد.  (بستک در گذرگاه تاریخ)  ج۲ چاپ اول، ۱۳۷۲ خورشیدی.
- عباسی، قلی، مصطفی،  «بستک وجهانگیریه»، چاپ اول، تهران : ناشر: شرکت انتشارات جهان معاصر، سال ۱۳۷۲ خورشیدی.
- بالود، محمد.  (فرهنگ عامه در منطقه بستک)  ناشر همسایه، چاپ زیتون، انتشار سال ۱۳۸۴ خورشیدی.
- الکوخردی، محمد، بن یوسف، (کُوخِرد حَاضِرَة اِسلامِیةَ عَلی ضِفافِ نَهر مِهران Kookherd, an Islamic District on the bank of Mehran River) الطبعة الثالثة، دبی: سنة ۱۹۹۷ للمیلاد.
- بختیاری، سعید، ،  «اتواطلس ایران»  ، “ مؤسسه جغرافیایی وکارتگرافی گیتاشناسی، بهار ۱۳۸۴ خورشیدی.
- محمد، صدیق    «تارخ فارس»   صفحه‌های (۵۰   ـــ   ۵۱ )، چاپ سال ۱۹۹۳ میلادی.
- اطلس گیتاشناسی استان‌های ایران [Atlas Gitashenasi Ostanhai Iran] (Gitashenasi Province Atlas of Iran)
- محمدیان، کوخردی، محمد ،  (شهرستان بستک و بخش کوخرد)   ، ج۱. چاپ اول، دبی: سال انتشار ۲۰۰۵ میلادی.
- مهندس:، حاتم، محمد ، غریب“ «تَاریخْ عَرَب الّهْولَةـ دراسة تاریخیة وثائقیة» “، دولة الکویت، ج۱. چاپ سوم، القاهرة، مصر ، دارالأمین للطباعة والنشر والتوزیع، ۸ شارع أبوالمعالی، سال انتشار ۱۹۹۷ میلادی.